# Yann Groix
Yann Groix (Hennebont, 27 de gener de 1950 - 27 de gener de 1991) fou un militant autonomista bretó. Fill de pagesos, estudià per a veterinari a Bèlgica i es graduà el 1976, i quan s'instal·là a Aigrefeuille-sur-Maine es trobà que no li reconeixien el títol i no el deixaven treballar, iniciant així un conflicte que acabà amb sentència judicial favorable.
Era bilingüe francès-bretó i militava en la Unió Democràtica Bretona (UDB), de la que en fou secretari de la comissió d'agricultura i membre del comitè federal d'Ar Mor-Bihan. A les eleccions legislatives franceses de 1978 fou candidat d'UDB per la circumscripció de Hennebont - Le Faouët, on hi va obtenir l'1,89% dels vots. També fou candidat de l'UDB a les eleccions cantonals franceses de 1985 al cantó d'Aigrefeuille-sur-Maine al Loira Atlàntic, on hi va obtenir el 8,52% dels vots, considerat encara avui el millor resultat electoral de l'UDB al Loira Atlàntic. En aquell moment es va pensar incloure'l a la llista encapçalada pel socialista Jacques Floch a Rezé a les eleccions municipals franceses de 1989, en les que alguns membre de l'UDB foren escollits a l'aglomeració de Nantes.

## El cas Groix
El 29 de novembre de 1990 va ser detingut arran de la detenció a casa seva de tres militants bascos en situació irregular, presumptes membres d'ETA. Els bascos es rendiren sense oposar resistència i se'ls confiscà una pistola, una submetralladora i elements per a fabricar explosius en quantitat reduïda. La premsa parlà d'arsenal. L'UDB, posada en qüestió per la premsa, i hostil des del retorn de la democràcia a Espanya al suport logístic a la lluita armada de l'ETA, va dir a través de Michel François (regidor de Nantes de 1989 a 2001 i de Saint-Herblin des de 2008) que "Yann Groix no hi pot haver actuat sinó a títol personal". El partit, però, oferí més tard suport financer a la defensa del seu militant. El 1992-1993, un centenar de bretons foren interrogats per la policia per albergar presumptes membres d'ETA. Emgann i Moviment d'Insubmissió Bretona (Alan-Erwan Coraud) el suporta Yann Groix i als bascos.
Més tard, és citat a la premsa com a part de la investigació sobre el segrest i assassinat de la jove Natacha Danais, de 13 anys. Vivia davant la casa de l'adolescent i tenia una furgoneta blanca semblant a la que la germana de Natacha havia dit que va veure. Després de diversos dies de la verificació, els investigadors dissociaren els dos casos. "La fusió subsisteix" però. La policia va admetre el 2004 la presència de Michel Fourniret i la seva companya a Nantes, a la mateixa època. Tots dos es troben sota investigació en aquest assumpte, que va ser tancat el 1993. Michel Fourniret va admetre el segrest (amb el seu vehicle, una camioneta que semblava que tenia Yann Groix) i l'assassinat de la nena. Després de diversos ajornaments, el judici va començar en el Tribunal d'Apel·lació de les Ardenes, a Charleville-Mezieres, el 27 de març de 2008. Michel Fourniret i la seva esposa van ser condemnats per aquest (i altres delictes similars), no han apel·lat la sentència pronunciada el 28 de maig de 2008.
Jean Groix va ser acusat i portat en custòdia a París per associació de malfactors en relació amb una empresa terrorista i el suport a l'estada il·legal d'estrangers. Diverses persones (inclòs Groix i els tres bascos) foren posats en custòdia de 96 hores durant les quals no podien dormir (a causa de la il·luminació i l'interrogatori pràcticament continu). Es va suïcidar, segons les autoritats, a la presó el 27 de gener de 1991. L'informe de l'autòpsia no ha estat comunicada a la família que havia demanat en diverses cartes. Un dels bascos també morí a la presó, per un problema de salut.
Després del suïcidi, la Unió Democràtica Bretona va organitzar una manifestació al cementiri de la Misericòrdia a Nantes.
En el judici de Michel Fourniret i la seva companya, el diari francès "Ouest-France" va qualificar Groix com a "una víctima de Michel Fourniret". En el diari belga "Le Soir", Marc Metdepenningen diu: "Yanan Groix mereixeria ser rehabilitat en audiència pública", lamentant que la seva memòria no ha estat rehabilitada pel tribunal de las Ardenes. El seu nom fou evocat breument. El seu suposat suïcidi el 1991 es va esmentar com una anècdota de la investigació de la mort de la nena de 13 anys assassinada per Fourniret ". Le Peuple breton, la revista de la UDB, va retre homenatge Groix en el seu número de maig i juny de 2008.